# Рижская белорусская основная школа имени Янки Купалы
Рижская белорусская основная школа имени Янки Купалы (латыш. Jankas Kupalas Rīgas Baltkrievu pamatskola, бел. Рыжская беларуская асноўная школа імя Янкі Купалы) — бывшая основная школа в столице Латвии — Риге, расположенная по адресу улица Илукстес, 10. Являлась школой для национальных меньшинств, в которой, помимо государственного языка (латышского) и двух иностранных (русского и английского), также преподавался белорусский язык.
В феврале 2024 года стало известно, что 31 августа этого года Рижская белорусская начальная школа имени Янки Купалы будет объединена с 86-й Рижской средней школой.

## История школы
Школа основана в 1994 году в помещениях Рижской средней школы № 15, как факультативные занятия белорусского языка и литературы. Школа открыта благодаря усилиям руководителя белорусского общества «Свiтанак» В.Телеш (впоследствии – первый директор школы) и Посол Беларуси в Латвии Валентин Величко.
В 1998 году на базе белорусских классов, действовавших в Рижской 75-й средней школе основана Рижская Белорусская основная школа.
Со временем школа меняла своё местонахождение; в настоящее время разделяет площадь с Рижской средней школой № 86, с которой находится в одном здании. Будучи независимым учебным заведением, школа имеет свои классы, помещения для досуга и отдыха; общими для двух школ являются только столовая и спортивный зал. В 2011 году школа была названа в честь белорусского писателя Янки Купалы.

## Учебный процесс
Школа реализовала учебную программу основного образования (код 21011111). Процесс преподавания происходил билингвально — бо́льшая часть предметов преподалась на государственном и русском языках (что соответствует требованиям министерства образования Латвийской Республики к образованию в школах для нацменьшинств); в школьной программе присутствовали: предмет государственного языка и литературы, первого иностранного языка и литературы (русский язык), второго иностранного языка и литературы (английский язык), также преподаётся белорусский язык и белорусская литература.
В Рижской белорусской основной школе имени Янки Купалы образование получается в два этапа – четырёхлетняя начальная школа (1-4 классы) и пятилетняя основная школа (5-9 классы).
Задачей школы являлась повышение национального самосознания белорусов, сохранение и дальнейшее развитие белорусской культуры в Латвии, создание автономии белорусской культуры в Латвии. Школа вносит значительный вклад в поддержку белорусского образования и культуры в Латвии. В ней созданы все условия для качественного изучения белорусского языка и литературы, благодаря чему дети активно приобщаются к культурным и духовным ценностям белорусского народа.
В школе создан детский вокальный ансамбль «Вавёрачка», кружок визуального искусства и кружок мягких игрушек.